# Batman, la relève : le film
Pour plus de détails, voir Fiche technique et Distribution.
Batman, la relève : le film (Batman Beyond: The Movie) est un long métrage d'animation américain sorti directement en DVD en 1999 et constitué des deux premiers épisodes (Renaissance 1re et 2e partie) de la série d'animation Batman, la relève. Il sera suivi en 2000 d'un autre film d'animation dérivé : Batman, la relève : Le Retour du Joker.

## Fiche technique
- Titre original : Batman Beyond: The Movie
- Titre français : Batman, la relève : le film
- Réalisation : Curt Geda
- Scénario : Stan Berkowitz, Alan Burnett et Paul Dini, d'après les personnages créés par Bob Kane
- Production : Alan Burnett, Paul Dini, Glen Murakami et Bruce Timm
- Société de production : Warner Bros. Television Studios
- Pays :  États-Unis
- Langue : anglais
- Format : Couleur - 35 mm - 1,33:1 - son Dolby Digital
- Genre : animation
- Durée : 41 min.
- Dates de sortie : 
  - États-Unis : 10 janvier 1999 (DVD)
  - France : ?

 Sauf indication contraire, les informations mentionnées dans cette section peuvent être confirmées par la base de données cinématographiques IMDb,  présente dans la section « Liens externes ».

## Distribution

### Voix originales
- Will Friedle : Terry McGinnis, le nouveau Batman
- Kevin Conroy : Bruce Wayne, l'ancien Batman
- Sherman Howard : Derek Powers / Blight
- Michael Ansara : Mr. Freeze / Victor Fries
- Linda Hamilton : Dr. Stephanie Lake
- Teri Garr : Mary McGinnis
- Ryan O'Donohue : Matt McGinnis
- Lauren Tom : Dana Tan
- Seth Green : Nelson Nash
- George Takei : M. Fixx
- Bruce Timm : le leader des Jokerz
- Michael Gross : Warren McGinnis
- Sam McMurray : Harry Tully
- CCH Pounder : une présentatrice télé
- Bill Smitrovich : Frank Watt
- George Lazenby : M. Walker / le Roi
- Amanda Donohoe : Mme Walker / la Reine
- Scott Cleverdon : Jack Walker / le Valet
- Olivia d'Abo : Melanie Walker

## DVD
En plus du double épisode Renaissance (Rebirth), rebaptisé Batman, la relève : le film, le DVD contient les quatre épisodes suivants :
- Le Golem (Golem) (saison 1, épisode 4) ;
- Le Fléau (Meltdown) (saison 1, épisode 5) ;
- La main passe (Dead Man's Hand) (saison 1, épisode 8) ;
- Dérapage (The Winning Edge) (saison 1, épisode 9) ;